# Golden Earrings
 Golden Earrings és una pel·lícula estatunidenca dirigida per Mitchell Leisen, estrenada el 1947.

## Argument
Dos oficials britànics, a l'Europa d'abans de la Segona Guerra Mundial, han d'impedir que la fórmula d'un nou gas nerviós caigui a mans dels nazis. Un d'ells és assassinat, l'altre (Ray Milland), amb l'ajuda d'una gitana (Marlene Dietrich), dirigeix la missió.

## Repartiment
- Ray Milland: Coronel Ralph Denistoun
- Marlene Dietrich: Lydia
- Murvyn Vye: Zoltan
- Bruce Lester: Richard Byrd
- Dennis Hoey: Hoff
- Quentin Reynolds: Ell mateix
- Reinhold Schünzel: Prof. Otto Krosigk
- Ivan Triesault: Major Reimann
- Hermine Sterler: Greta Krosigk